# Kathedrale von Mérida (Venezuela)

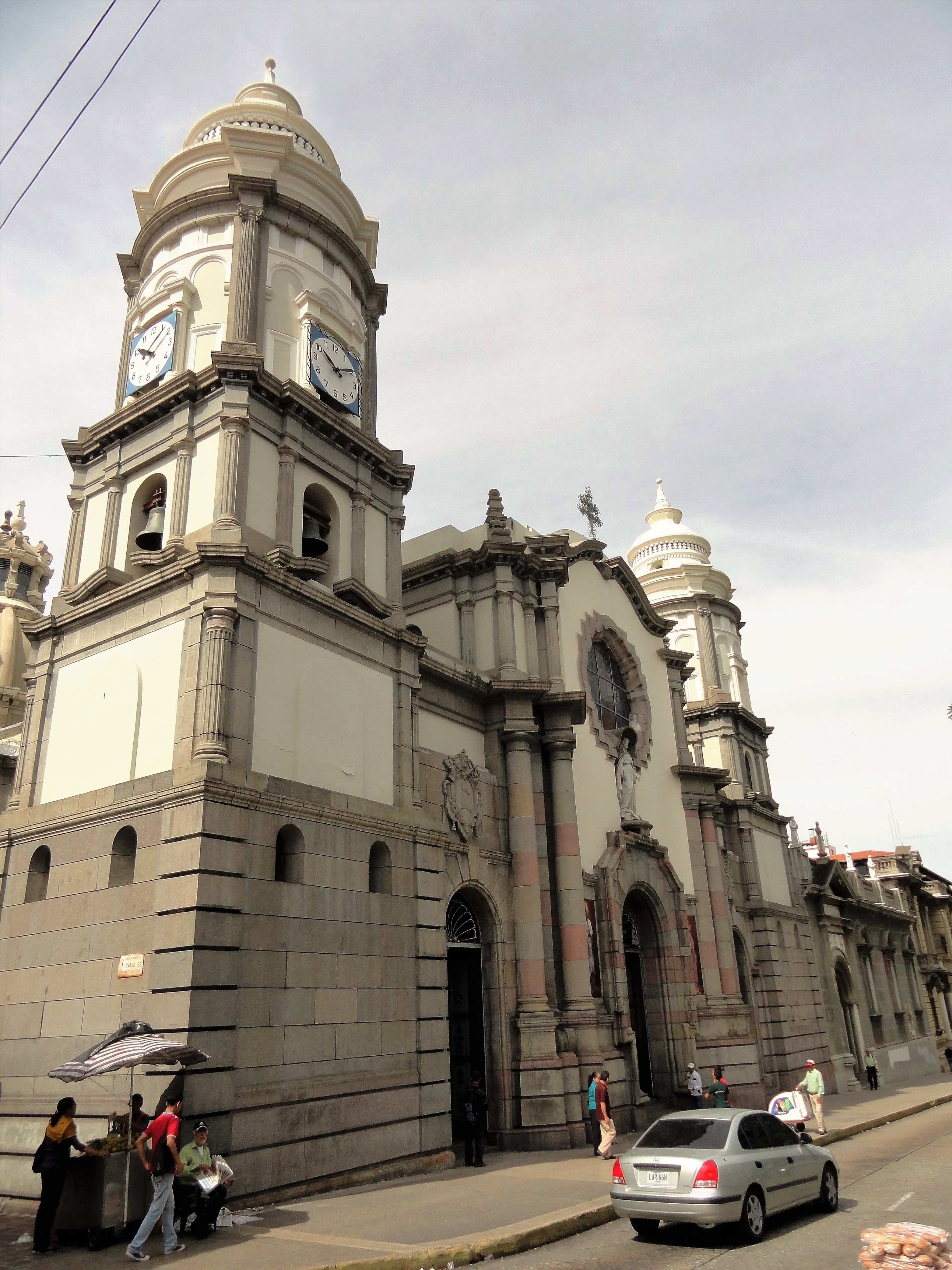
Fassade der Kathedrale

Die Kathedrale von Mérida oder die Kathedralbasilika der Unbefleckten Empfängnis (spanisch Catedral Basilica menor de la Inmaculada Concepción) ist eine römisch-katholische Kirche in Mérida in der gleichnamigen venezolanischen Andenregion. Die Kathedrale des Erzbistums Mérida ist unter der Anrufung der Unbefleckten Empfängnis Maria gewidmet und trägt zusätzlich den Titel einer Basilica minor.

## Geschichte

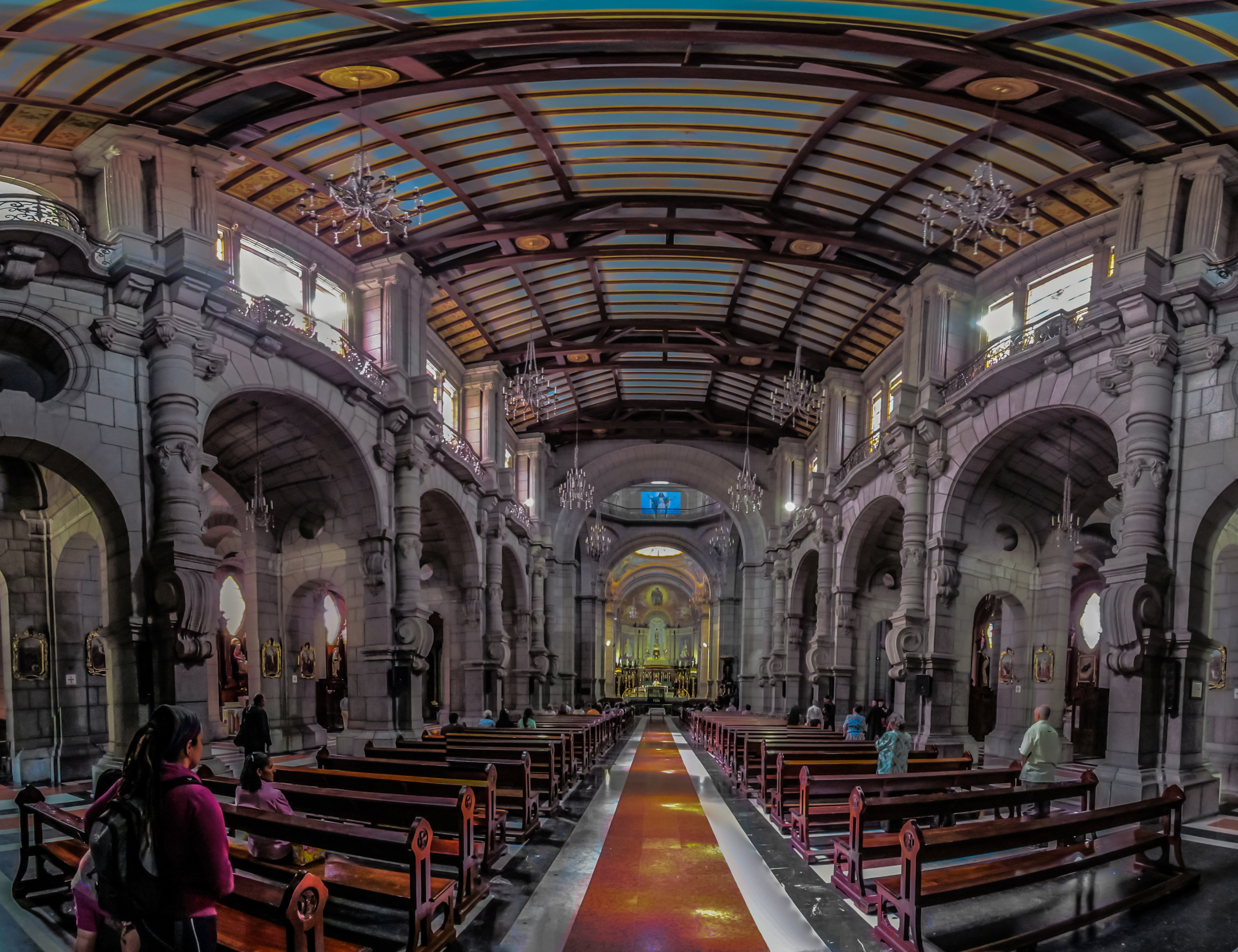
Mittelschiff

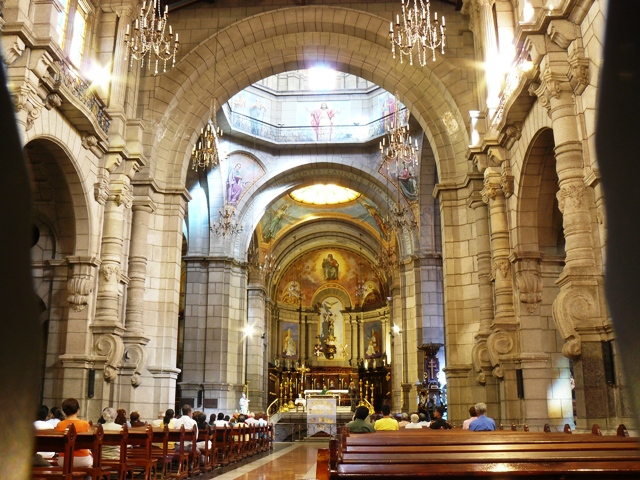
Vierungsbereich

Die Kathedrale liegt zusammen mit dem Erzbischöflichen Palast und dem Diözesanmuseum an der Plaza Bolivar. Sie wurde seit Ende des 18. Jahrhunderts für das 1778 geschaffene Bistum Merida gebaut. Die ersten wesentlichen Arbeiten erfolgten ab 1803, aber mit den Rückschlägen durch Erdbeben war bis 1944 nur ein unzureichender Fortschritt erreicht. 1945 wurde unter dem Architekten Manuel Mujica Millán dann mit dem zielstrebigen Bau der Kathedrale begonnen, der 1958 zur 400-Jahr-Feier der Stadt geweiht werden konnte und 1960 abgeschlossen wurde. Die Kathedrale erhielt 1991 durch Papst Johannes Paul II. zusätzlich den Titel einer Basilica minor verliehen.

## Architektur
Die Kirche ist durch ihre lange Bauzeit keinem einheitlichen Baustil zuzuordnen, der Neobarock ist ein wesentlicher Einfluss. Auf einem kreuzförmigen Grundriss erhebt sich die fünfschiffige Kirche mit einer großen Vierungskuppel. Das Mittelschiff des Langhauses ist mit einer modernen Tragwerkkonstruktion überdacht, die Seitenschiffe mit Tonnengewölben und sechs kleinen Kuppeln. Die Doppelturmfassade besitzt aus der ursprünglichen Konstruktion noch zwei niedrige, an der Basis quadratische Türme. Der Mittelteil hat ein Risalit, über dessen Pforte ein Rosettenfenster mit dem Stadtwappen installiert wurde.

## Ausstattung
Die Gemälde in der Kirche stammen von dem ukrainischen Künstler Ivan Belsky, Zeichnungen von Mario Pietroniro und Mario Gandini. Unter dem Hauptaltar liegen Reliquien des Märtyrers hl. Clemens von Rom, die Papst Pius VI. 1794 übergeben hatte. Die Kirche ist umfangreich mit 52 Bleiglasfenstern ausgestattet.